# Кладбище Винограды
Кладбище Винограды — (чеш. Vinohradský hřbitov) — второе по количеству захоронений пражское кладбище, основанное в 1885 году.
За время своего существования кладбище было расширено трижды и на данный момент является пристанищем около 16000 могил и более 1000 склепов на площади 10 га. На территории кладбища находится построенная Антонином Туреком в 1897 году в нео-готическом стиле часовня Святого Вацлава, увенчанная гротом с луковкой и крестом.
На Виноградском кладбище погребены прославленные политические деятели и творцы чешской культуры: скульптор и художник Ото Гутфрёйнд, чешско-немецкий писатель и журналист Эгон Эрвин Киш, художник Якуб Шиканедер, священник-евангелист Ян Карафиат, написавший известную каждому чешскому ребёнку книжку «Светлячок» («Broučci»), историк и писатель Сигизмунд Винтер, а также первый чешский президент Вацлав Гавел и многие др.
С 2012 года как часть европейского наследия открыто для общественности. 